# Санта-Лузія-ду-Норті
Санта-Лузія-ду-Норті (порт. Santa Luzia do Norte) — місто у регіоні Масейо бразильського штату Алагоас (Схід штату Алагоас). Розташоване у місці впадіння річки Мундау до однойменної лагуни. Станом на 2022 рік населення складає 6919 осіб.

## Клімат
Місто розташоване у зоні, котра характеризується мусонним кліматом. Найтепліший місяць — січень із середньою температурою 26.6 °C (79.9 °F). Найхолодніший місяць — липень, із середньою температурою 23.3 °С (73.9 °F).
| Клімат Санта-Лузії-ду-Норті | Клімат Санта-Лузії-ду-Норті | Клімат Санта-Лузії-ду-Норті | Клімат Санта-Лузії-ду-Норті | Клімат Санта-Лузії-ду-Норті | Клімат Санта-Лузії-ду-Норті | Клімат Санта-Лузії-ду-Норті | Клімат Санта-Лузії-ду-Норті | Клімат Санта-Лузії-ду-Норті | Клімат Санта-Лузії-ду-Норті | Клімат Санта-Лузії-ду-Норті | Клімат Санта-Лузії-ду-Норті | Клімат Санта-Лузії-ду-Норті | Клімат Санта-Лузії-ду-Норті |
| Показник                    | Січ.                        | Лют.                        | Бер.                        | Квіт.                       | Трав.                       | Черв.                       | Лип.                        | Серп.                       | Вер.                        | Жовт.                       | Лист.                       | Груд.                       | Рік                         |
| Середній максимум, °C       | 32,2                        | 32,1                        | 32                          | 31                          | 29,4                        | 28,2                        | 27,6                        | 27,8                        | 28,8                        | 30,2                        | 31,5                        | 32,1                        | 30,2                        |
| Середня температура, °C     | 26,6                        | 26,6                        | 26,6                        | 26,1                        | 25                          | 24,1                        | 23,3                        | 23,3                        | 24                          | 25,2                        | 25,9                        | 26,4                        | 25,3                        |
| Середній мінімум, °C        | 21,5                        | 21,5                        | 21,7                        | 21,3                        | 20,8                        | 20                          | 19,1                        | 18,7                        | 19,3                        | 20,3                        | 20,8                        | 21,1                        | 20,5                        |
| Норма опадів, мм            | 88                          | 98.2                        | 184                         | 316.1                       | 331                         | 362.6                       | 385.1                       | 198                         | 169.3                       | 76.4                        | 55.7                        | 76.5                        | 2340.8                      |
| --------------------------- | --------------------------- | --------------------------- | --------------------------- | --------------------------- | --------------------------- | --------------------------- | --------------------------- | --------------------------- | --------------------------- | --------------------------- | --------------------------- | --------------------------- | --------------------------- |
| Джерело: Weatherbase        |                             |                             |                             |                             |                             |                             |                             |                             |                             |                             |                             |                             |                             |